# Universidad Tecnológica de Pereira
La Universidad Tecnológica de Pereira (UTP) es una universidad pública colombiana, sujeta a inspección y vigilancia por medio de la Ley 1740 de 2014 y la Ley 30 de 1992  del Ministerio de Educación de Colombia. Cuenta, (de acuerdo con el boletín electrónico de indicadores publicado en  2014) con 17 613 estudiantes en los programas de pregrado y 1265 en los de posgrado, cursando sus estudios en jornada diurna, nocturna y jornada en horarios especiales.

## Localización
La U.T.P. se localiza en la vereda "La Julita" ubicada en el suroriente de la ciudad de Pereira, dentro del Área Metropolitana de Centro Occidente, con una población de 710 000 habitantes, está ubicada en un privilegiado sitio de la ciudad, y con un clima muy agradable entre los 16 y los 25 °C, ya que se encuentra en una zona muy húmeda rodeado de bosques primarios y secundarios a una altitud de 1560 m s. n. m.

## Acreditaciones
La Universidad Tecnológica de Pereira tiene la Acreditación De Alta Calidad según Resolución N. 2550 30 de junio de 2005 por medio de la cual se otorga esta distinción a la primera Universidad de la región en ser reconocida por su excelencia; que la hace ser una de las 10 mejores universidades del país, una de las 100 mejores de América Latina.
Bureau Veritas otorgó los certificados en gestión de la calidad ISO9001: 2000 y en gestión pública NTC GP 1000: 2000 en los procesos administrativos que apoyan a la docencia, investigación y extensión.
La Superintendencia de Industria y Comercio de Colombia otorgó a esta universidad una acreditación al organismo cetificador de productos de esta universidad, lo cual le permite emitir un sello de calidad para productos y lotes de productos.

## Historia
La Universidad inicia labores el 4 de marzo de 1961 bajo la dirección de su fundador y primer rector doctor Jorge Roa Martínez. Gracias al impulso inicial y al esfuerzo de todos sus estamentos la Institución empieza a desarrollar programas académicos que la hacen merecedora de un gran prestigio a nivel regional y nacional.
Con la Facultad de Ingeniería Industrial comienza la actividad académica en la Universidad y al año siguiente se crean las Facultades de Ingeniería Mecánica y eléctrica. En 1965 se funda el Instituto Pedagógico Musical de Bellas Artes como dependencia de extensión cultural. Mediante la Ley 61 de 1963 se crea el Instituto Politécnico Universitario, cuyas labores empiezan en 1966 con las Escuelas Auxiliares de Ingeniería: Eléctrica, Mecánica e Industrial, en la actualidad Facultad de Tecnologías, con los programas de Tecnología Eléctrica, Mecánica e Industrial, en 1968 inician las Escuelas de Dibujo Técnico y Laboratorio Químico. (Esta última convertida hoy en Escuela de Tecnología Química).
En 1967 se funda la Facultad de Ciencias de la Educación, con el objeto de profesionalizar y capacitar el personal docente de los otros niveles del sector educativo, con los programas de Licenciatura en Ciencias Sociales, Español y Comunicación Audiovisual y Matemáticas y Física En 1977 se crea la Facultad de Medicina, para atender las necesidades de la región en materia de salud.
En 1981 se convierte el Instituto Pedagógico Musical de Bellas Artes en la Facultad de Bellas Artes y Humanidades, como una respuesta a las aspiraciones culturales y artísticas de la comunidad, ofreciendo las Licenciaturas en Artes Plásticas y Música.
En 1984 como resultado de la aplicación del Decreto Ley 80 de 1980, se aprueba una nueva estructura orgánica para la Universidad que da origen a la Facultad de Ciencias Básicas y a la Facultad de Tecnologías. Esta última denominada anteriormente Instituto Politécnico Universitario.
En 1983 adscrito a la Facultad de Ingeniería Mecánica se crea el Programa de Maestría en Sistemas Automáticos de Producción con el objetivo general de formar profesionales con capacidad para desempeñarse en el campo de los sistemas automáticos de producción, y para participar activamente y con criterio científico desde dicho campo en el desarrollo de la industria y de la comunidad en general.
En 1984 se creó la Escuela de Postgrado en la Facultad de Ingeniería Industrial con los programas de Maestría en Administración Económica y Financiera e Investigación de Operaciones y Estadísticas con el objetivo de ofrecer al profesional una formación sólida en áreas administrativas, económicas y financieras que le faciliten la toma de decisiones en la gestión empresarial y la explotación de nuevas oportunidades.
En 1988 se crea el pregrado en Filosofía adscrito a la Facultad de Bellas Artes y Humanidades con el objetivo de formar un cuadro de profesionales que fomenten el pensamiento en los distintos procesos culturales. Teniendo una concepción antropocéntrica de lo que es la cultura.
En 1989 se crea el programa de Ciencias del Deporte y la Recreación adscrito a la Facultad de Medicina, con el objetivo de formar profesionales en el Deporte y la Recreación capaces de adecuar actividades deportivas y recreativas a las distintas etapas del desarrollo humano, liderar programas y proyectos de atención personal y grupal en el campo del deporte y la recreación en el medio.
En 1991 en la Facultad de Ciencias Básicas se crea el Programa de Ingeniería en Sistemas y Computación con el objetivo general de formar profesionales con sólidos conocimientos y habilidades investigativas en las diversas áreas de desarrollo en Sistemas y Ciencias de la Computación, con capacidad administrativa para la gestión tecnológica.
En 1991 se crea la Facultad de Ciencias Ambientales con el pregrado en Administración del Medio Ambiente que busca formar profesionales que estén en capacidad de administrar técnica y científicamente el medio ambiente, la oferta potencial de recursos a nivel biofísico en diferente escala, generando nuevos criterios que promuevan el ascenso en la calidad de vida dentro de un proceso de desarrollo racional y sostenible.
En 1993 en la Facultad de Ingeniería Industrial se crea el Programa de Especialización en Administración del Desarrollo Humano con el objetivo de formar profesionales líderes en los procesos de desarrollo humano a nivel empresarial e institucional, capacitados integralmente para la administración de personal en cualquier tipo de organización.
En 1994 adscritos a la Facultad de Ingeniería Eléctrica se crean los siguientes programas: Magíster en Ingeniería Eléctrica, con el objetivo de formar profesionales con capacidad de gestión, conscientes de la importancia que la energía representa para el desarrollo de los distintos sectores económicos (industria, agrícola, comercial, oficial, etc.) e impulsor de alternativas tecnológicas que propendan por la conservación y el uso de esta y la Especialización en Electrónica de Potencia con los objetivos de formar profesionales con capacidad de diseño o modificación de convertidores de potencia que tienen dispositivos de estado sólido y de aplicar técnicas de control en la operación de los mismos.
En este mismo año en la Facultad de Ciencias de la Educación se crea el pregrado Licenciatura en Etnoeducación y Desarrollo Comunitario con el siguiente objetivo: Formar un profesional de la educación que oriente, investigue y realice docencia en comunidades marginales urbanas y rurales.
La Facultad de Ciencias de la Educación en 1995 hace apertura de: Programa de Especialización en Historia Contemporánea de Colombia y Desarrollos Regionales, con el objetivo general de: Formar historiadores-investigadores en los campos de la historia nacional e investigadores docentes en el ámbito de la historia de Colombia con énfasis en los problemas pertinentes a la enseñanza de la Historia Contemporánea de Colombia. Reapertura de Licenciatura en Áreas Técnicas, cuyo objetivo es: Desarrollar en el estudiante experiencias educativas que lo capaciten como facilitar y orientador del aprendizaje de las áreas técnicas.
Igualmente en 1995 la Facultad de Medicina crea el programa de Especialización Gerencia en Sistemas de Salud con los objetivos de formar profesionales en el diseño, desarrollo y gerencia de los sistemas de salud, incluyendo todos sus niveles, componentes e instituciones.
En 1999 ingresa como rector Luis Enrique Arango.
En los últimos años la Universidad Tecnológica de Pereira ha creado acuerdos y convenios con instituciones y universidades nacionales e internacionales para estudios de pregrado y posgrado.

## Programas Académicos Pregrado
La oferta académica de la Universidad se encuentran dividida en programas de pregrado y posgrado como:
Pregrado
- Técnicas Profesionales
- Tecnologías
- Licenciaturas
- Ingenierías
- Ciencias de la Salud
- Profesionalizaciones

Posgrado
- Doctorados
- Maestrías
- Especializaciones

### Facultad de Ciencias Agrarias y Agroindustria
- Ingeniería en Procesos Agroindustriales
- Ingeniería en Procesos Sostenibles de las Maderas
- Tecnología en Producción Horticola
- Tecnología en Producción Forestal

### Facultad de Bellas Artes y Humanidades
- Licenciatura en Artes Visuales
- Licenciatura en Bilingüismo con Énfasis en Inglés
- Licenciatura en Filosofía
- Licenciatura en Música

### Facultad de Ciencias Ambientales
- Administración Ambiental
- Tecnología en Gestión de Turismo Sostenible
- Administración del Turismo Sostenible

### Facultad de Ciencias Básicas
- Matemáticas
- Física

### Facultad de Ciencias de la Educación
- Licenciatura en Literatura y Lengua Castellana
- Licenciatura en Etnoeducación
- Licenciatura en Educación Básica Primaria
- Licenciatura en Educación Infantil
- Licenciatura en Tecnología
- Licenciatura en Ciencias Sociales

### Facultad de Ciencias de la salud
- Medicina
- Ciencias del Deporte y la Recreación
- Medicina Veterinaria y Zootecnia
- Tecnología en Atención Prehospitalaria

### Facultad de Ingenierías
- Ingeniería Eléctrica
- Ingeniería Física
- Ingeniería en Sistemas y Computación
- Tecnología en Desarrollo de Software
- Ingeniería Electrónica

### Facultad de Mecánica Aplicada
- Ingeniería Mecánica
- Ingeniería Civil

### Facultad de Ciencias Empresariales
- Ingeniería Industrial
- Administración de empresas

### Facultad de Tecnologías
- Técnico Profesional en Mecatrónica
- Tecnología en Mecatrónica
- Ingeniería en Mecatrónica
- Tecnológica Eléctrica
- Tecnológica Mecánica
- Tecnología Industrial
- Ingeniería de Manufactura

### Escuela de Química
- Tecnología Química
- Química Industrial

### Profesionalización
- Administración Industrial

## Programas Académicos Extensión

### Isla de San Andrés
- Ingeniería Industrial
- Ciencias del Deporte y la Recreación
- Licenciatura en Pedagogía Infantil

### Vichada
- Tecnología Industrial
- Ingeniería Mecatrónica
- Licenciatura en Etnoeducación y Desarrollo Comunitario

## Programas Académicos C.E.R.E.S.
La Universidad Tecnológica de Pereira cuenta además con centros educativos de educación superior (C.E.R.E.S.) en diferentes poblaciones del departamento de Risaralda.

### Quinchía
- Licenciatura en Español y Literatura
- Licenciatura en Etnoeducación y Desarrollo Comunitario
- Licenciatura en Pedagogía Infantil
- Tecnología Industrial

### Mistrato
- Licenciatura en Etnoeducación y Desarrollo Comunitario
- Licenciatura en Pedagogía Infantil
- Tecnología Industrial

### Santuario
- Licenciatura en Etnoeducación y Desarrollo Comunitario
- Tecnología Industrial

### Pueblo Rico
- Tecnología Industrial

### Belén de Umbría
- Tecnología Industrial

### Puerto Caldas
- Licenciatura en Pedagogía Infantil

## Programas Académicos Posgrado
Doctorado 
- Doctorado en Ciencias de la Educación Área Pensamiento Educativo y Comunicación
- Doctorado en Ciencias Ambientales
- Doctorado en Ciencias Biomédicas
- Doctorado en Ciencias
- Doctorado en Ingeniería
- Doctorado en Didáctica
- Doctorado en Literatura
- Doctorado en Biotecnología

 Maestría 
- Maestría en Educación y Arte
- Maestría en Administración Económica y Financiera
- Maestría en Administración del Desarrollo Humano y Organizacional
- Maestría en Biología Molecular y Biotecnología
- Maestría en Ciencias Ambientales
- Maestría en Ciencias Física
- Maestría en Ciencias Químicas
- Maestría en Comunicación Educativa
- Maestría en Educación Bilingüe
- Maestría en Desarrollo Agroindustrial
- Maestría en Ecotecnología
- Maestría en Educación
- Maestría en Educación Virtual
- Maestría en Enseñanza de la Física
- Maestría en Enseñanza de las Matemáticas
- Maestría en Estudios Culturales y Narrativas Contemporáneas
- Maestría en Estética y Creación
- Maestría en Filosofía
- Maestría en Gerencia en Sistemas de Salud
- Maestría en Historia
- Maestría en Infancia
- Maestría en Ingeniería Eléctrica
- Maestría en Ingeniería Mecánica
- Maestría en Ingeniería de Sistemas y Computación
- Maestría en Instrumentación Física
- Maestría en Investigación Operativa y Estadística
- Maestría en Lingüística
- Maestría en Literatura
- Maestría en Matemáticas
- Maestría en Migraciones Internacionales
- Maestría en Música
- Maestría en Sistemas Automáticos de Producción
- Maestría en Sistemas Integrados de Gestión de la Calidad

Especialización 
- Especialización en Gestión de la Calidad y Normalización Técnica
- Especialización en Procesos Industriales Agroalimentarios
- Especialización en Biología Molecular y Biotecnología
- Especialización en Gerencia de Prevención y Atención de Desastres
- Especialización en Gerencia en Sistemas de Salud
- Especialización en Gerencia del Deporte y la Recreación
- Especialización en Radiología e Imágenes Diagnósticas
- Especialización en Psiquiatría
- Especialización en Pediatría
- Especialización en Medicina Crítica y Cuidado Intensivo
- Especialización en Medicina Interna
- Especialización en Redes de Datos
- Especialización en Logística Empresarial
- Especialización en Electrónica Digital
- Especialización en Gestión Ambiental Local (Modalidad Virtual)

### Posgrado Extensión
- Especialización en Gestión de la Calidad y Normalización Técnica en Montería
- Especialización en Gestión de la Calidad y Normalización Técnica en Armenia
- Especialización en Gestión Ambiental Local en Pasto
- Maestría en Administración Económica y Financiera en Tunja
- Maestría en Literatura en Ibagué
- Maestría en Investigación Operativa y Estadística en Bogotá

## CRIE

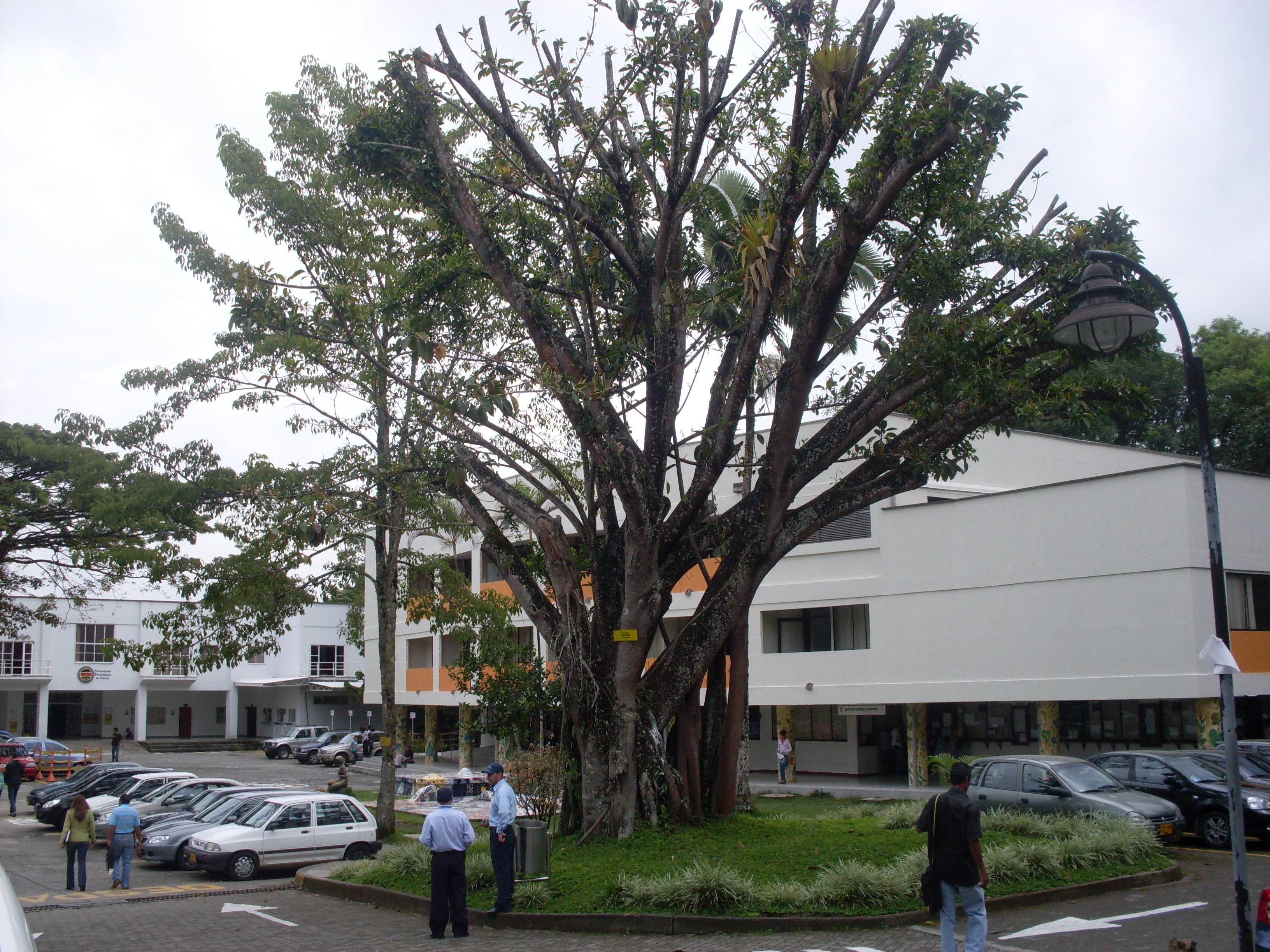
CRIE (Bloque R)

Recursos Informáticos y Educativos es una dependencia de tipo académico encargada de desarrollar el proceso administrativo en el Área de Telecomunicaciones interna y externa, capacitación teleinformática, diseño e implementación de estrategias en lo relacionado con la investigación, producción y uso de nuevas tecnologías aplicadas a la educación que contribuyan a que la Universidad Tecnológica de Pereira cumpla adecuadamente con su función Social a través de la docencia, investigación y extensión.

## Egresados destacados
- Juan Guillermo Ángel Mejía, Presidente del Senado entre 1994 y 1995.
- Duvinelson Pérez, Presidente de Grupo Elite Sistemas desde 2012.
- Gloria Inés Ramírez, senadora de la República entre 2006 y 2010, Ministra del Trabajo 2022-2025
- Julio César González, caricaturista conocido como "Matador"
- Iván Camilo Córdoba, Fundador de la empresa Camicol Dotaciones SAS

## Redes sociales
- Web U.T.P
- Universidad Tecnológica de Pereira en Facebook
- Universidad Tecnológica de Pereira en X (antes Twitter)
- Video en YouTube.
- Google+ U.T.P Pereira
- Picasa Web U.T.P Pereira